# Gymnocephalus
Gymnocephalus é um género de peixe da família Percidae.
Este género contém as seguintes espécies:
- Gymnocephalus acerina (Gmelin, 1789)
- Gymnocephalus ambriaelacus Geiger & Schliewen, 2010
- Gymnocephalus baloni Holcík & Hensel, 1974
- Gymnocephalus cernuus (Linnaeus, 1758)
- Gymnocephalus schraetzer  (Linnaeus, 1758)